# Sandra Ribeiro-Homo
Sandra Helena Ribeiro-Homo (née Sandra Helena Ribeiro Tavares le 29 mai 1982) est une athlète portugaise spécialiste du saut à la perche. Elle réside à Aulnay-sous-bois et est licenciée au Dynamic Aulnay Club. Elle est mariée au perchiste Sébastien Homo et est la sœur de Maria Ribeiro-Tavares et de Elisabete Tavares Ansel (en).

## Palmarès
| Date            | Compétition                    | Lieu     | Résultat | Performance |
| --------------- | ------------------------------ | -------- | -------- | ----------- |
| 21 juillet 2001 | Championnats d'Europe juniors  | Grosseto | 6e       | 3,90 m      |
| 4 mars 2005     | Championnats d'Europe en salle | Madrid   | Qualif.  | 4,15 m      |
| 16 août 2008    | Jeux olympiques                | Pékin    | Qualif.  | 4,30 m      |
| 24 juillet 2009 | Championnats de France         | Angers   | 1re      | 4,35 m      |
| 8 juillet 2010  | Championnats de France         | Valence  | 2e       | 4,30 m      |

## Records
| Épreuve          | Performance | Lieu   | Date                                      |
| ---------------- | ----------- | ------ | ----------------------------------------- |
| Saut à la perche | 4,35 m      | Angers | 21 juin 2008 30 juin 2009 24 juillet 2009 |
| Saut en hauteur  | 1,78 m      | Braga  | 29 juillet 2000                           |